# Gustavo Cuervo Rubio
Gustavo Cuervo Rubio (Pinar del Río, Cuba Española, 6 de diciembre de 1890 - Miami, Florida, Estados Unidos, 3 de abril de 1978) fue un médico y político cubano.
Cuervo Rubio fue vicepresidente de Cuba desde 1940 hasta 1944. Antes ya había sido candidato a la vicepresidencia en las elecciones de 1936. 
También ostentó el cargo de ministro de Estado de Cuba durante la presidencia de Ramón Grau San Martín. Fue uno de los firmantes de la Constitución cubana de 1940.
Estaba casado con Conchita Fernández Roger y tuvieron tres hijos: Gustavo, Armando y Armantina Cuervo Fernández.